# Labarde
Labarde es una comuna francesa, situada en el departamento de la Gironda y la región de Aquitania. Produce vino de la AOC Margaux.

## Demografía
| 427 | 435 | 445 | 453 | 695 | 635 |
| Para los censos de 1962 a 1999 la población legal corresponde a la población sin duplicidades (Fuente: INSEE [Consultar]) |     |     |     |     |     |